# Liste de jeux vidéo Les Fous du volant
Pour les articles homonymes, voir Les Fous du volant (homonymie).
Les jeux vidéo Les Fous du volant forment une série de jeux vidéo basée sur la série animée du même nom.
En 1991, Atlus développe et édite Wacky Races (en) sur NES, puis en 1992 sous le titre Satanas et Diabolo sur Game Boy,,. Une autre adaptation de la série parait sur ordinateurs personnels la même année sous le titre Satanas et Diabolo sur  Amiga, Amstrad CPC, Atari ST, Commodore 64, ZX Spectrum, et 3DO. En 2000, Les Fous du volant sort sur PlayStation, Dreamcast, PC, Game Boy Color. Il ressort en 2002 sur PlayStation dans un pack avec le jeu Bugs Bunny & Taz: Time Busters. En 2001, parait Les Fous du volant présentent : Satanas et Diabolo (en) sur PlayStation 2,. La franchise connait une adaptation sur téléphone mobile (J2ME) en 2004 sous le titre Wacky Races. En 2007, Wacky Races: Hot Motor (en) et Dastardly and Muttley: Operation - Pigeon Pursuit sortent sur PlayStation 2. Les Fous du Volant : Battle Party (en) est édité en 2008 sur Nintendo DS et sur Wii,.

## Titres
- Wacky Races (en) (1991, NES)
- Satanas et Diabolo (1991, Amiga, Amstrad CPC, Atari ST, Commodore 64, ZX Spectrum, 3DO)
- Satanas et Diabolo (1992, Game Boy)
- Les Fous du volant (2000, PlayStation, Dreamcast, PC, Game Boy Color)
- Les Fous du volant présentent : Satanas et Diabolo (en) (2001,  PlayStation 2)
- Wacky Races / Bugs Bunny & Taz: Time Busters (2002, PlayStation)
- Wacky Races (2004, téléphone mobile (J2ME))
- Wacky Races: Mad Motors (en) (2007, PlayStation 2)
- Dastardly and Muttley: Operation - Pigeon Pursuit (2007, PlayStation 2)
- Les Fous du Volant : Battle Party (en) (2008, Nintendo DS, Wii)